# Palomar 12
Palomar 12 és un cúmul globular a la constel·lació de Capricorn.
Va ser descobert en les plaques fotogràfiques del Palomar Observatory Sky Survey per Robert George Harrington i Fritz Zwicky, i va ser catalogat com a cúmul globular.
Tanmateix, Zwicky va arribar a creure que es tractava, realment, d'una galàxia nana propera al grup local. Es tracta d'un cúmul relativament jove, i és aproximadament un 30% més jove que la majoria dels cúmuls globulars de la Via Làctia. És ric en metalls amb una metal·licitat de [Fe / H] ≈ -0.8. Té una distribució mitjana de lluminositat de Mv = -4,48.
Basant-se en estudis de moviment propi, aquest cúmul es va sospitar per primera vegada l'any 2000 d'haver estat capturat per la galàxia nana el·líptica de Sagitari (SagDEG) fa aproximadament 1,7 Ga. Actualment hom creu que és membre d'aquesta galàxia. Es calcula que té una antiguitat de 6,5 Ga.